# Oenanthe hungarica
Oenanthe hungarica är en flockblommig växtart som beskrevs av Charles Simon. Oenanthe hungarica ingår i släktet stäkror, och familjen flockblommiga växter. Inga underarter finns listade i Catalogue of Life.